# Bahía de Caulín

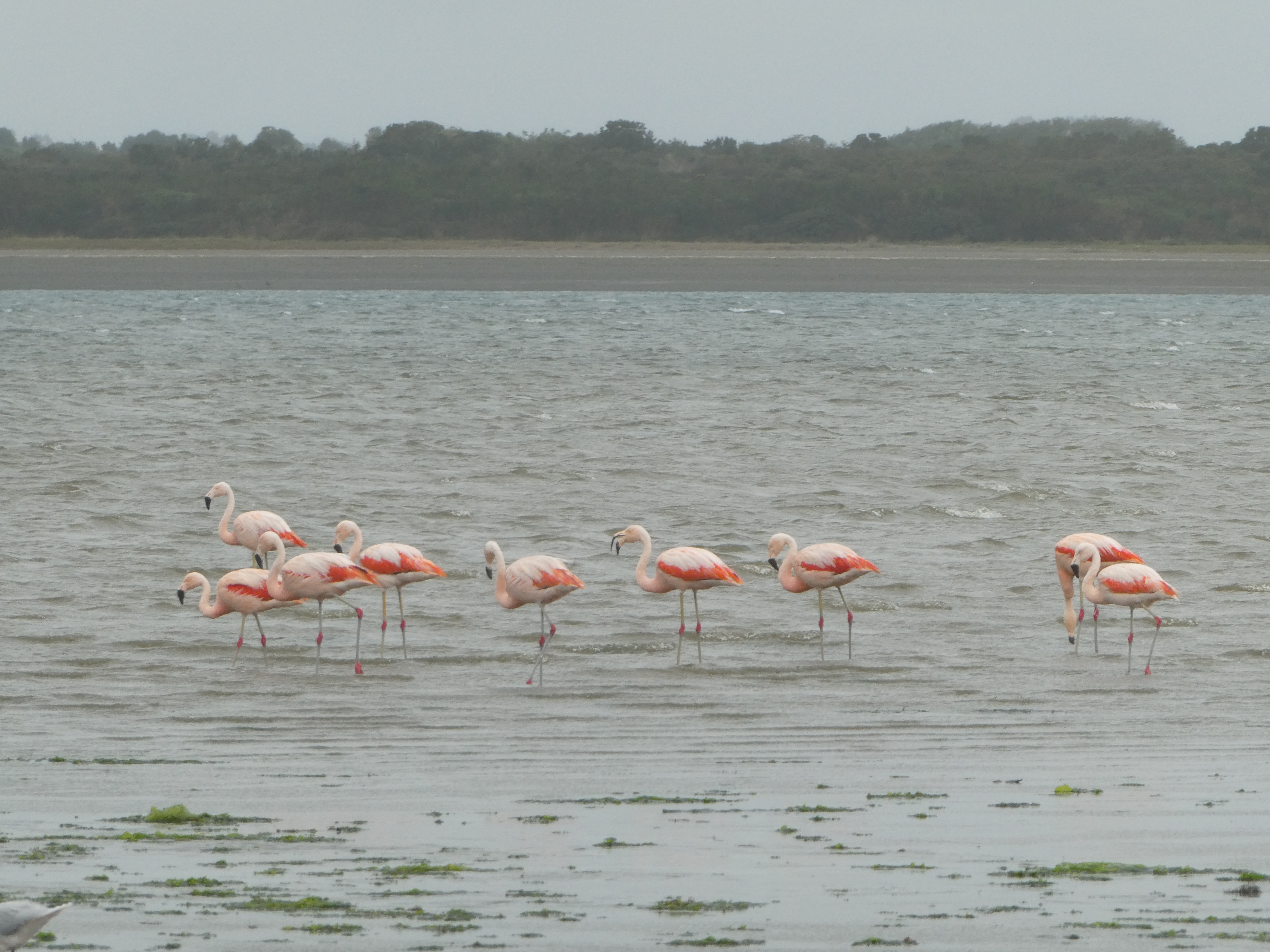
Flamencos chilenos. Bahía de Caulín.

La bahía de Caulín está ubicada en el extremo norte, entre el Puerto de Chacao y Ancud, de la Isla Grande de Chiloé, Chile.
En ella existe población humana, aunque en poca cantidad y muy dispersa, conocida como el poblado de Caulín, que se dedica principalmente a la pesca y agricultura para consumo doméstico.
Destaca por poseer una gran cantidad de especies de aves, razón por la que se conoce como "El Santuario de las Aves".
Caulín es conocido también por sus artesanías, cultivos de ostras y por la fiesta costumbrista del Santuario de las Aves, que se realiza a finales del mes de enero.

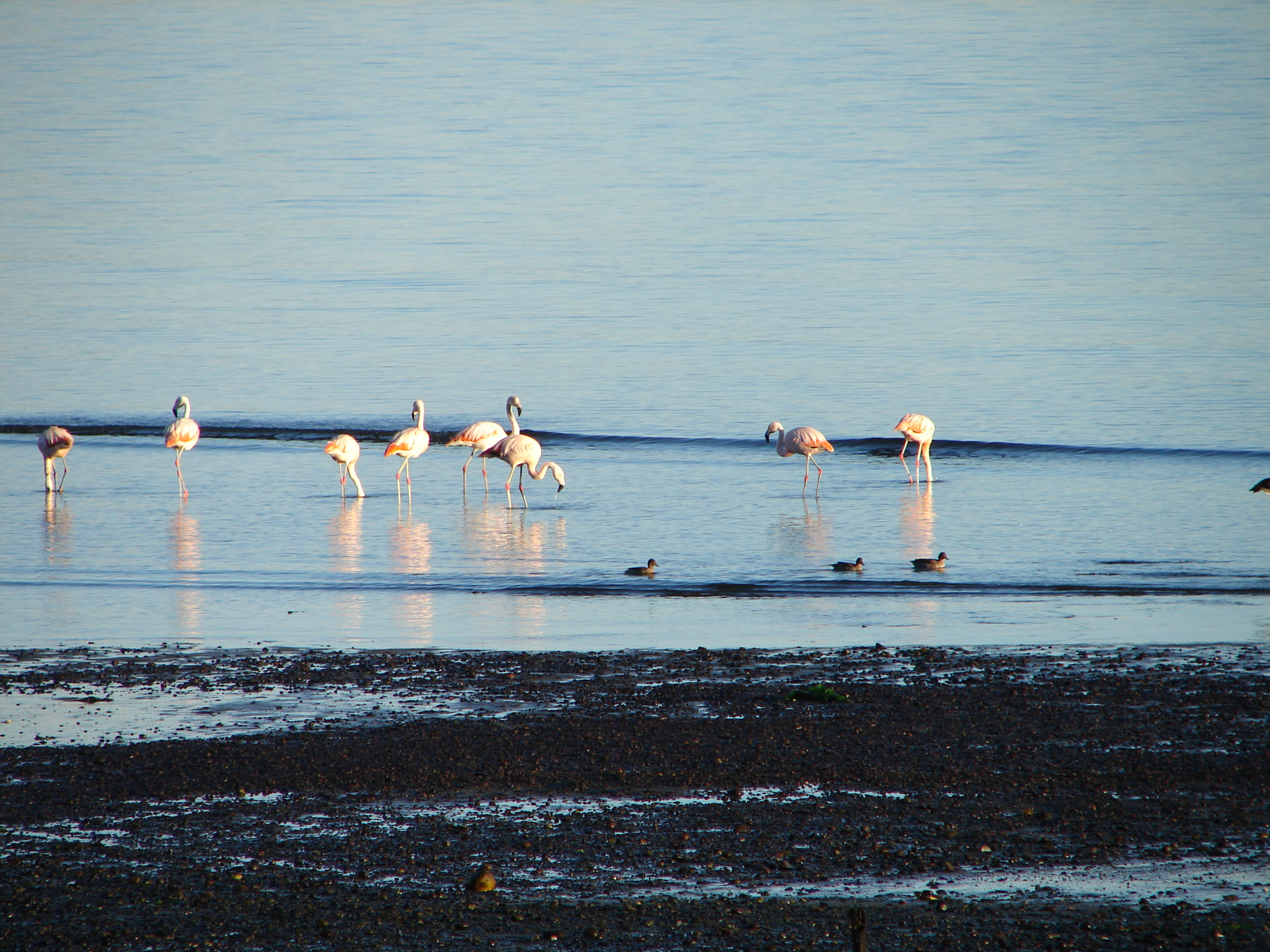
Flamencos y patos en Caulín.

- Datos: Q5054539